# Gmina Scott (hrabstwo Floyd)

Położenie Gminy Scott w hrabstwie Floyd

Gmina Scott (ang. Scott Township) – gmina w USA, w stanie Iowa, w hrabstwie Floyd. Według danych z 2000 roku gmina miała 223 mieszkańców, a jej powierzchnia wynosi 108,42 km².